# 坂上苅田麻呂

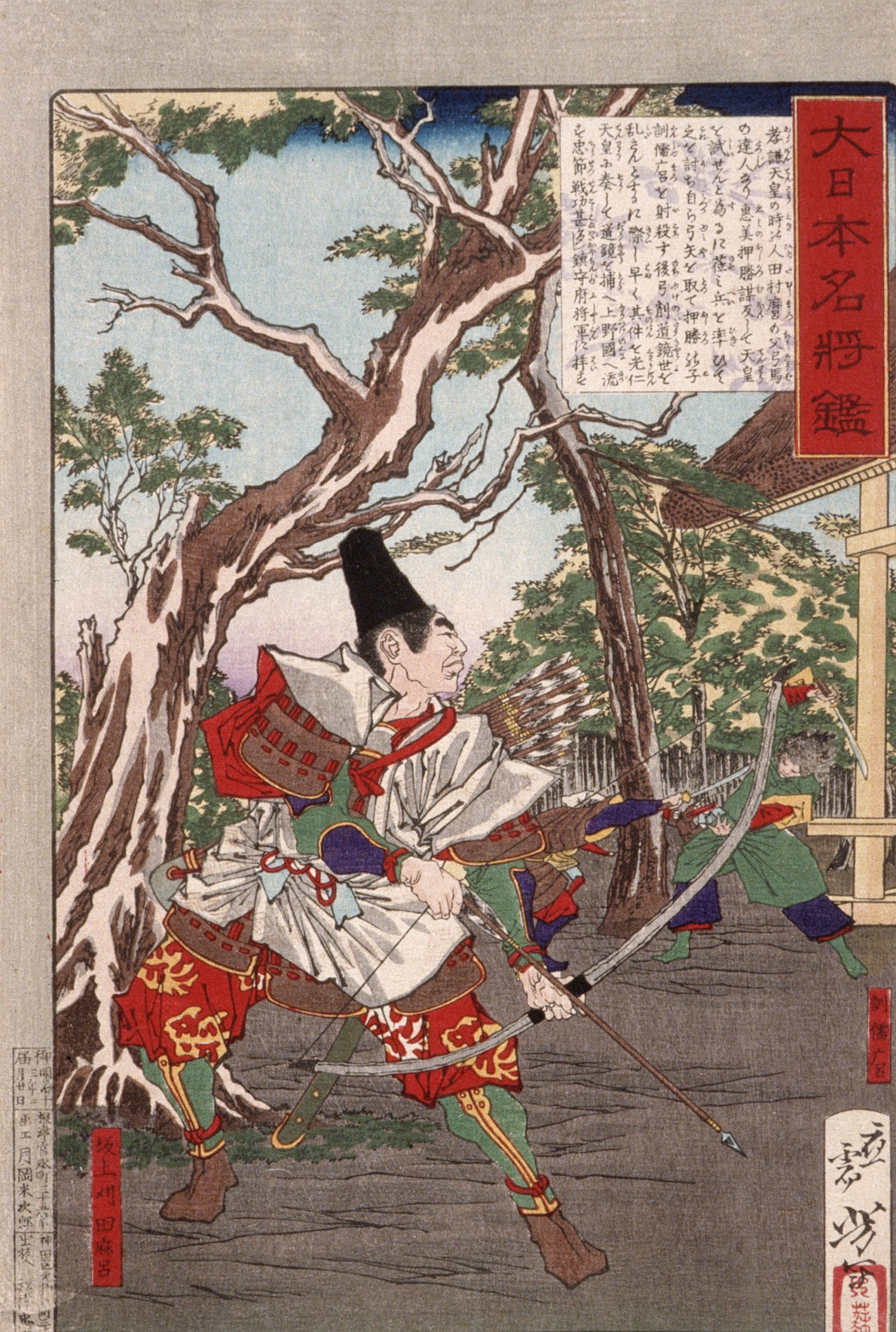
弓の名手である坂上苅田麻呂が藤原仲麻呂の乱で訓儒麻呂を射ようとする場面を描いた月岡芳年の『大日本名将鑑 坂上苅田麿訓儒麿』

坂上 苅田麻呂（さかのうえ の かりたまろ）は、奈良時代の公卿・武人。姓は忌寸のち大忌寸、大宿禰。大和守・坂上犬養の子。官位は従三位・左京大夫。勲等は勲二等。藤原仲麻呂の乱の鎮圧などで功を挙げ、坂上氏の地位を上昇させた。桓武天皇の下で征夷大将軍として活躍した坂上田村麻呂の父。

## 経歴
坂上氏は、代々弓馬の道を世職とし馳射（走る馬からの弓を射ること）を得意とする武門の一族として、数朝にわたり宮廷に宿営してこれを守護した。
天平宝字元年（757年）の橘奈良麻呂の乱において、反乱実行時に敵方に加勢するのを防ぐことを目的に、首謀者の一人である賀茂角足が事前に武勇に優れた人を集めて酒宴を開いた際、苅田麻呂も招待者の一人として名が挙げられている。天平宝字年中に授刀衛少尉に任官。
天平宝字8年（764年）藤原仲麻呂の乱が発生する。太師（太政大臣）・藤原仲麻呂（恵美押勝）が謀反との連絡を受けた孝謙上皇は、仲麻呂に擁立されていた淳仁天皇の中宮院（御所）に少納言・山村王を遣わし、皇権の発動に必要な玉璽と駅鈴を回収させた。しかし、仲麻呂の命を受けた訓儒麻呂に玉璽と駅鈴を奪い返されたことから、勅命を受けた坂上苅田麻呂は授刀将曹・牡鹿嶋足と共に訓儒麻呂を襲い射殺した。この功により苅田麻呂は即日正六位上から従四位下と5階級昇叙の上、大忌寸の姓を賜与され、同年中に中衛少将兼甲斐守に任ぜられた。さらに、翌天平神護元年（765年）正月には勳二等の叙勲を受けた。神護景雲2年（768年）従四位上に叙せられる。
宝亀元年（770年）称徳天皇が崩御し光仁天皇が即位すると、道鏡の姦計を告げて、その排斥の功績により、正四位下・陸奥鎮守将軍に叙任される。光仁朝では中衛中将を務める傍ら、安芸守・丹波守と地方官も兼ねた。なお、宝亀3年（772年）には大和国高市郡の郡司職に関して、代々郡司職にあった檜前氏（檜前忌寸）ではなく、ここ数代は別の氏（蔵垣忌寸・蚊帳忌寸・文山口忌寸）が郡司職に任ぜられていることを上奏し、今後は檜前氏を郡司職に任じる旨の勅を得ている。
天応元年（781年）桓武天皇の即位後まもなく、正四位上・右衛士督に叙任。延暦元年（782年）正月氷上川継の乱に連座して解官されるが、同年5月には再び右衛士督に復職している。のち、伊予守・備前守・下総守・越前守と地方官も兼ねる。延暦4年（785年）2月に従三位に叙せられ公卿に列す。同年6月に一族は後漢の霊帝の子孫であるにもかかわらず卑姓を帯びていることを理由に改姓を上表し許され、一族の11姓16名が忌寸姓から宿禰姓へ改姓する（嫡流の坂上氏は大宿禰）。同年7月左京大夫に任じられた。
延暦5年（786年）1月7日薨去。享年59。最終官位は左京大夫従三位兼右衛士督下総守。

## 官歴
『続日本紀』による。
- 天平宝字年間：授刀少尉
- 時期不詳：正六位上
- 天平宝字8年（764年） 9月11日：従四位下、忌寸姓から大忌寸姓に改姓。日付不詳：中衛少将。10月20日：兼甲斐守
- 天平神護元年（765年） 正月7日：勲二等
- 天平神護2年（766年） 2月21日：功田20町
- 神護景雲2年（768年） 10月15日：従四位上
- 神護景雲4（770年） 8月23：正四位下。9月16日：陸奥鎮守将軍
- 宝亀2年（771年） 閏3月1日：中衛中将兼安芸守
- 宝亀3年（772年） 4月20日：見近衛員外中将兼安芸守
- 宝亀8年（777年） 12月20日：兼丹波守
- 天応元年（781年） 4月15日：正四位上。5月7日：右衛士督
- 天応2年（782年） 閏正月19日：解官（氷上川継の乱連座）。5月16日：右衛士督
- 延暦3年（784年） 3月14日：伊予守。7月13日：兼備前守
- 延暦4年（785年） 正月15日：兼下総守。2月12日：従三位。6月10日：大忌寸姓から大宿禰姓に改姓。7月6日：兼左京大夫。10月12日：兼越前守
- 延暦5年（786年） 正月7日：薨去（左京大夫従三位兼右衛士督下総守）

## 系譜
- 父：坂上犬養[6]
- 母：不詳
- 妻：畝火浄永の娘
- 生母不明の子女
  - 男子：坂上石津麻呂[7]
  - 男子：坂上広人[7]
  - 男子：坂上田村麻呂（758-811）
  - 男子：坂上鷹養（?-817）[7]
  - 男子：坂上真弓[7] - 直弓とも
  - 男子：坂上鷹主（?-845）[7]
  - 男子：坂上雄弓[7]
  - 女子：坂上又子（?-790）[7] - 桓武天皇宮人
  - 女子：坂上登子[7] - 藤原内麻呂室